# Jean-Baptiste Lully
Jean-Baptiste Lully (ur. 28 listopada 1632 we Florencji, zm. 22 marca 1687 w Paryżu)  – francuski kompozytor włoskiego pochodzenia.
Urodził się i wychował we Włoszech, jednak w wieku 14 lat wyjechał do Paryża, gdzie zamieszkał i kontynuował swoją karierę muzyczną, stając się jednym z najbardziej znanych francuskich kompozytorów epoki baroku. Zasłynął jako faktyczny twórca francuskiej opery narodowej, francuskiego typu uwertury operowej, rozwinął także recytatyw w języku francuskim. U szczytu swojej kariery na dworze Ludwika XIV otrzymał tytuł Nadintendenta Muzyki Królewskiej, co uczyniło go najważniejszym i najbardziej wpływowym muzykiem we Francji.

## Życiorys
W roku 1643 przybył do Francji jako jeden ze służebnych księżny Anne Marie Louise d’Orléans de Montpensier. Najpierw nauczył się gry na gitarze, później na skrzypcach i klawesynie, by następnie zacząć komponować pod kierunkiem N. Métru, a także na drodze własnych doświadczeń w postaci kontaktów z innymi kompozytorami oraz poprzez uczestnictwo w występach orkiestry królewskiej i włoskich zespołów operowych. Ćwiczył się także w tańcu i aktorstwie. Jego kompozycje przypadły do gustu królowi Ludwikowi XIV, który w 1653 mianował go nadwornym kompozytorem i stworzył dla niego zespół Les petits violons. Komponował wówczas głównie balety i divertissementy, a po nawiązaniu współpracy z J.B. Molierem tzw. comédie-ballets. W 1672 otrzymał przywilej królewski na założenie Académie Royale de Musique et de Danse oraz patent na listy (fr. lettres patentes) na wyłączne prawo wystawiania dzieł scenicznych z muzyką w teatrach francuskich, czym przypieczętował zwycięstwo nad swym muzycznym konkurentem, librecistą Pierre’em Perrinem. W owym czasie stał się również niepodzielnym władcą życia muzycznego w Paryżu i całej Francji. W 1680 przyznano mu szlachectwo, które znaczenie wzmocniło jego ogromny majątek.
8 stycznia 1687 roku, podczas wykonania swojego Te Deum z okazji wyzdrowienia króla, Lully uderzył się w palec stopy ostro zakończoną batutą dyrygencką (nie chodzi o dzisiejszą batutę, a o ówczesne narzędzie – dużą laskę, podobną do tych, jakie teraz używa się w orkiestrach wojskowych). Dyrygent wówczas stał tyłem do kierowanej orkiestry, a przodem do króla. Lully uderzył się niechcący taką laską w stopę, dyrygując z pasją zespołem muzycznym, z którego wykonania akurat nie był zadowolony. Kilka tygodni później zmarł wskutek zainfekowania rany. W trakcie leczenia odmówił amputacji zakażonej części nogi.

## Życie prywatne
Lully ożenił się w 1662 z Madeleine Lambert, córką Michela Lamberta, z którą miał sześcioro dzieci. Znany był ze swojego temperamentu, trudnego charakteru i specyficznego poczucia humoru, jak i rozległych przywilejów, co wzbudzało często zawiść i niezadowolenie wśród współczesnych. Często swoim zachowaniem wywoływał skandale i niezadowolenie samego króla, Ludwika XIV. W 1685, gdy wyszedł na jaw jego romans z paziem o imieniu Brunet, częściowo wypadł z jego łask. W ówczesnych czasach kontakty homoseksualne były karane śmiercią. Niemniej Lully nie został ukarany, choć król nie pojawił się na żadnym z przedstawień Armidy .

## Twórczość
Niektóre kompozycje

### Balety (ballet de cour)
- Les Noces de Pélée et de Thétis (1654)
- Les Plaisirs (1655)
- L’Amour malade
- Les Saisons (1661)
- Le Naissance de Vénus (1665)
- Les muses (1666)

### Opery (tragédie lyrique)
- Cadmus et Hermione (1673)
- Alceste (1674)
- Théesée (Tezeusz; 1675)
- Atys (1676)
- Isis (1677)
- Psyché (1678)
- Bellérophon (1679)
- Proserpine (Prozerpina; 1680)
- Persée (1682)
- Phaéton (1683)
- Amadis (1684)
- Roland (1685)
- Armide (1686)
- Achille Polyxéne (1687) dokończona przez Pascala Collasse

### Komedie
- L’Impromptu de Versailles (1663)
- Le Mariage forcé (1664)
- L’Amour médecin (1665)
- Le Sicilien (1667)
- Georges Dandin (1668)
- Monsieur de Pourceaugnac (1669)
- Les Amants Magnifiques (1670)
- La Comtesse d’Escarbagnas (1671)
- Le Burgeois gentilhomme (1671)

### Kompozycje religijne (tzw. wielkie motety)
- Jubilate Deo (Motet de la Paix) (1660)
- O Lachrymae fideles (1664)
- Miserere (1664)
- Plaude Laetare Gallia (1668)
- Te Deum (1677)
- De profundis (1683)
- Dies irae (1683)
- Exaudiat te Dominus (1683)
- Quae fremuerunt (1685)
- Benedictus (1685)

### Utwory instrumentalne
- Les trio des opéra, mis en ordre pour les concerts (1690)
- Les airs de trompettes, timbales et hautbois (1665)
- Trios pour le coucher du Roi (1665)
- 9 utworów organowych

## Muzyka
| Le Bourgeois gentilhomme - 1. Ouverture   |
|                                           |
| Wykonywane przez Advent Chamber Orchestra |

| Le Bourgeois gentilhomme - 2. Gravement   |
|                                           |
| Wykonywane przez Advent Chamber Orchestra |

| Le Bourgeois gentilhomme - 3. Sarabande   |
|                                           |
| Wykonywane przez Advent Chamber Orchestra |

| Le Bourgeois gentilhomme - 4. Bourée      |
|                                           |
| Wykonywane przez Advent Chamber Orchestra |

| Le Bourgeois gentilhomme - 5. Gaillarde Canarie |
|                                                 |
| Wykonywane przez Advent Chamber Orchestra       |

| Le Bourgeois gentilhomme - 6. Gavotte     |
|                                           |
| Wykonywane przez Advent Chamber Orchestra |

| Le Bourgeois gentilhomme - 7. Loure       |
|                                           |
| Wykonywane przez Advent Chamber Orchestra |

| Le Bourgeois gentilhomme - 8. Air des Espagnoles |
|                                                  |
| Wykonywane przez Advent Chamber Orchestra        |

| Le Bourgeois gentilhomme - 9. Menuet 1 and 2 |
|                                              |
| Wykonywane przez Advent Chamber Orchestra    |

| Le Bourgeois gentilhomme - 10. Chaconne des Scaramouches, Trivelins |
|                                                                     |
| Wykonywane przez Advent Chamber Orchestra                           |

| Le Bourgeois gentilhomme - 11. Marche pour la cérémonie des Turcs |
|                                                                   |
| Wykonywane przez Advent Chamber Orchestra                         |